# José Arango y Núñez del Castillo
José Arango y Núñez del Castillo (l'Havana (Cuba), 1780 - Idem. 20 de febrer de 1851). Militar espanyol nascut a l'Havana, Capitania General de Cuba. Fill del Tinent Coronel Anastasio Arango i Meyreles, un dels oficials espanyols que va participar en la defensa de l'Havana durant l'assalt anglès ocorregut l'estiu del 1762.
Fou tresorer general de l'Havana el 1798; va passar a Espanya amb llicència el 1801, però a causa de la seva amistat amb el duc de Parma, Godoy li va ordenar que tornés immediatament a Cuba; va tornar a Madrid el 1808, portant-se brillantment a la jornada del 2 de maig, lluitant contra els francesos.
Tractat d'afrancesat, va ser condemnat a mort, aconseguint salvar-lo el seu germà Andrés. va tornar a l'Havana el 1812, encarregant-se novament del seu destí fins que va ser nomenat intendent de l'Exèrcit i Reial Hisenda el 1834.
Va publicar:
- Guia de forasteros;
- Una Narración de los hechos más notables ocurridos en Aranjuez, Madrid y Bayona desde 17 de marzo al 15 de mayo de 1808;
- Exhortación de un español cubano á sus compatriotas europeos (Madrid);
- Exhortación patriótica á los habitantes de Cuba para su alistamiento general (Havana, 1812).

## Vida personal
José Arango i Núñez del Castillo va contreure matrimoni a la Catedral de Matanzas, el 26 d'octubre de 1833, amb na María de la Concepció Aparicio del Manzano i Jústíz, filla de Manuel José Aparicio del Manzano i Jústiz, primer Marquès de Jústiz de Santa Ana, Comptador Major del Real Tribunal de Comptes de l'illa de Cuba, Alcalde ordinari de l'Havana, Gentil-home de Càmera de Sa Majestat, Cavaller de l'Ordre de Carlos III, i de na Beatriz Jústiz i Zayas. Van tenir per fills a:
- Josefa Arango y del Manzano
- Felipe Arango y del Manzano[1]

Era germà de Andrés (1783-1865) i Rafael Arango y Núñez del Castillo (1788-1850).